# أيها القائد! يا قائدي! (قصيدة)

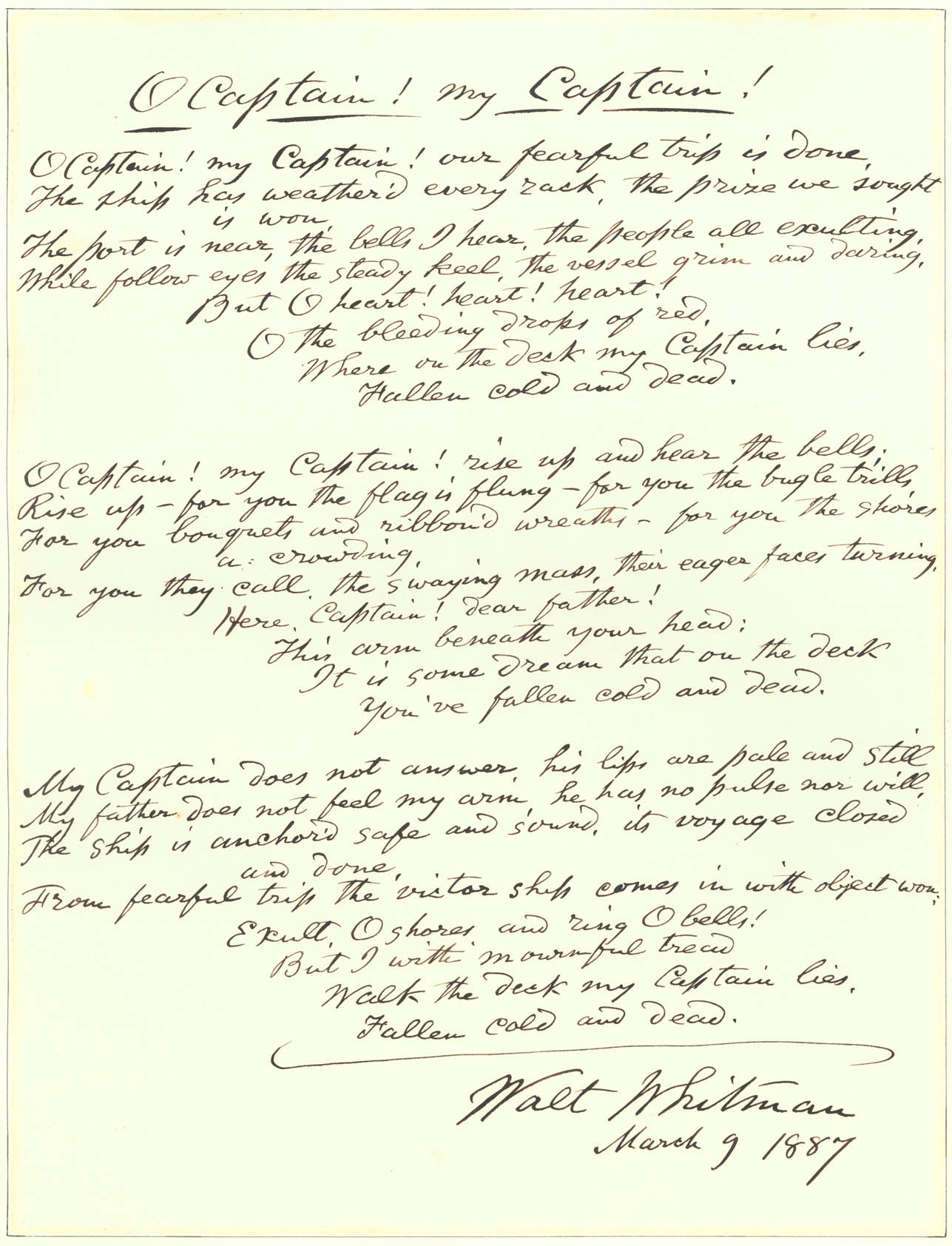
نسخة مكتوبة بخط اليد للقصيدة تعود للعام 1887 ميلادي

«أيها القائد! يا قائدي» هي قصيدة مجازية موسعة كتبها والت ويتمان عام 1865 عن وفاة الرئيس الأميركي أبراهام لنكولن. تلقت القصيدة استحسانًا منذ نشرها، إذ كانت أول قصيدة ألقاها ويتمان والأشهر خلال حياته، إضافةً إلى «عند آخر زهرة ليلك في فناء الباب»، «الصمت سيخيم اليوم»، «هذا الغبار كان ذات مرة رجلًا»، أربع قصائد كتبها ويتمان عن وفاة لينكولن.
خلال الحرب الأهلية الأمريكية، إنتقل ويتمان إلى العاصمة واشنطن، إذ عمل لصالح الحكومة وتطوع في المستشفيات. وبالرغم من ويتمان لم يقابل لنكولن، لكن شعر بارتباط معه وتأثر كثيرًا باغتياله.
«يا قائدي» نشرت لأول مرة في صحيفة السبت في 4 نوفمبر 1865، وظهرت لاحقًا في «Sequel Drum-Taps»، أدرج وايتمان القصيدة في مجموعة «أوراق العشب» وقرأ القصيدة في عدة محاضرات عن وفاة لينكولن.

## المعلومات الأساسية
أسس والت ويتمان سمعته شاعرًا في أواخر خمسينيات وأوائل ستينيات القرن التاسع عشر بإصدار عام  1855 «أوراق العشب».,
 كان ويتمان ينوي كتابة ملحمة أمريكية واضحة ووضع أسلوب شعري حر مستوحى من إيقاعات الكتاب المقدس للملك جيمس.كان المجلد الموجز، الذي صدر لأول مرة عام 1855، مثيرًا للجدل لدى البعض، مع اعتراض النقاد خصوصًا على الصور الحسية «والإيحاءات الجنسية» .
 للقصيدة.تلقى عمل ويتمان اهتمامًا كبيرًا بعد الثناء على أوراق العشب من قبل الكاتب رالف والدو إيمرسون. في بداية الحرب الأمريكية الأهلية، انتقل وايتمان من نيويورك إلى العاصمة واشنطن، إذ تولى سلسلة من المناصب الحكومية- أولًا مع مكتب رواتب الجيش، ولاحقًا مع مكتب الشؤون الهندية. تطوع في مستشفيات الجيش ممرضًا، واستفاد شعر ويتمان من تجربته في زمن الحرب، ونضج في تأملات عن الموت والشباب، ووحشية الحرب، والوطنية.
أخو ويتمان، جندي جيش الاتحاد جورج واشنطن ويتمان، احتُجز في فرجينيا في سبتمبر 1864، واحتُجز خمسة أشهر في سجن ليبي، وهو معسكر كونفدرالي لأسرى الحرب بالقرب من ريتشموند. في  24 فبراير 1865، منح جورج إجازة للعودة إلى الوطن بسبب سوء حالته الصحية، وسافر ويتمان إلى منزل والدته في نيويورك لزيارة أخيه. في أثناء زيارته بروكلين، تعاقد وايتمان على نشر مجموعته  قصائد الحرب الأهلية «Drum-Taps». في يونيو 1856، وجد جيمس هارلان وزير الداخلية نسخة من أوراق العشب ونظرًا إلى المجموعة المبتذلة، طرد وايتمان من مكتب الشؤون الهندية.

### ويتمان ولينكولن
مع أنهما لم يلتقيا مطلقًا، رأى ويتمان أبراهام لينكولن عدة مرات بين عامي 1861 و 1865، في بعض الأحيان في أماكن قريبة. كانت المرة الأولى عندما توقف لينكولن في مدينة نيويورك سنة 1861 في طريقه إلى واشنطن، لاحظ ويتمان «المظهر اللافت» للرئيس المنتخب و«الكرامة المتواضعة»، ووثق في «اللهجة الخارقة للطبيعة» و«والعبقرية الغربية الاصطلاحية»، إذ أعرب عن إعجابه بالرئيس، فكتب في أكتوبر 1863:
«أنا أحب الرئيس شخصيًا». عد ويتمان نفسه ولينكولن سابحين في التيار ذاته، متجذرين في الأرض ذاتها.وتشاطر ويتمان ولينكولن وجهات نظر مماثلة بشأن العبودية والاتحاد،  ولوحظ وجود أوجه تشابه في أساليبهما الأدبية وإلهامهما.
صرح ويتمان لاحقًا بأن: «لينكولن قريب مني أكثر من أي شخص آخر». توجد رواية عن لينكولن يقرأ مجموعة أوراق العشب الشعرية في مكتبه، وأخرى للرئيس يقول «حسنًا، يبدو وكأنه رجل!» عند رؤية ويتمان في العاصمة واشنطن، ولكن هذه الروايات ربما تكون وهمية.
وفاة لينكولن في 15 من أبريل عام 1865، أثرت بشدة في ويتمان، الذي كتب العديد من القصائد تكريمًا للرئيس الراحل «أيها القائد! يا قائدي!»، «عند آخر زهرة ليلك في فناء الباب» ،«الصمت سيخيم اليوم»، «هذا الغبار كان ذات مرة رجلًا»، كلها مكتوبة عن وفاة لينكولن، مع أن هذه القصائد لا تذكر لينكولن تحديدًا، فإنها تحول اغتيال الرئيس إلى نوع من الاستشهاد.

## النص
أيّها القائد! يا قائدي! ها قد انتهتْ رحلتُنا الرهيبة،
بعد أنْ تصدّتْ سفينتُنا لكلِّ حاجزٍ، والفوزُ المنشودُ تحقّق.
المرفأُ مُجاورٌ؛ إنّي لأسمعُ الأجراسَ، والناسُ كافةً يهلّلون،
بينما العُيون تُلاحِقُ السفينة الآخذة في التقدّم؛ تلك الباخرة المُوحشة
والمُجازِفة؛
ولكنْ آهٍ أيّها القلب وألف آه!
آهٍ أيّتها القطرات الحُمْر النازفة،
حيثُ يرقد قائدي على ظهر السفينة
وقد خرّ باردًا وميّتًا.
أيّها القائد! يا قائدي! قُمْ واسمعْ الأجراس،
قُمْ...
لأجلكَ يُنَكَّسُ العَلَمُ، والبُوق يصدَحُ،
لأجلكَ باقات الزهور والأكاليل المزيّنة بأشرطة،
لأجلكَ الشواطئ مُزدحمة،
لأجلكَ تصيحُ الحُشُود المُتمايلة،
وتلتفت فيها الوجوه المُتلّهفة:
هُنا أيّها القائد! يا أبانا الغالي!
هذي الذراع لتسندَ رأسكَ!
إنّه لمحض حُلم أنّكَ على ظهر السفينة،
وقد سقطتَ باردًا وميّتًا.
قائدي لا يُجيب، شفتاه شاحبتان، هامدتان،
أبي لا يشعر بذراعِي، إنّه بلا نَبَضٍ ولا إرادة،
ها قد رستِ السفينةُ آمنةً سالمة،
بعد أنْ بلغت رحلتها منتهاها ومآلها،
ها إنّ السفينةَ المُظَفَّرةَ تعودُ من رحلةٍ مَهُولةٍ
مُحقّقةً الهدف؛
هلّلي يا شواطئ، اقرعي يا أجراس!
ولكني بخطى كئيبة،
أجوبُ سطحَ السفينة حيث يرقدُ قائدي
وقد خرّ باردًا وميّتًا.